# Emmit King
Emmit King, född 24 mars 1959 i Bessemer, Alabama, död 28 november 2021 i Bessemer, Alabama, var en amerikansk friidrottare som tävlade under 1970-talet och början av 1980-talet på 100 meter.
King deltog vid VM 1983 i Helsingfors där han först blev bronsmedaljör på 100 meter efter landsmännen Carl Lewis och Calvin Smith. Sen ingick han tillsammans med Lewis, Smith och Willie Gault i det amerikanska stafettlag på 4 x 100 meter som vann guld och noterade ett nytt världsrekord på tiden 37,86.

## Personligt rekord
- 100 meter - 10,04